# ヒュンダイ・マックスクルーズ
マックスクルーズ (Maxcruz) はヒュンダイが製造・販売していた大型クロスオーバーSUVである。

## 概要
3代目サンタフェのロングホイールベース版。北米市場ではサンタフェ（ショートホイールベース版は「サンタフェスポーツ」）、欧州市場では「グランドサンタフェ」を名乗る。

## 初代（2013年-2019年）NC型
サンタフェの次期モデルとして2012年1月のニューヨーク国際オートショーで世界初公開された。この時、7人乗りショートホイールベース（2.700㎜）版と7人乗りロングホイールベース（2.800㎜）版の2種が発表されたが、北米仕様車の場合、5/7人乗りが「サンタフェスポーツ」、7人乗りが単に「サンタフェ」とされ、同時にサンタフェの導入に伴い、ベラクルーズは2012年11月に製造を終了する予定であることも発表された。
その後、2013年3月に開催されたジュネーブモーターショー2013では「グランドサンタフェ（Grand Santa Fe）」の名で発表された。
韓国においては「マックスクルーズ」の名で2013年3月7日に発表・発売された。韓国仕様は7人乗りのほか、6人乗りも設定される。ベラクルーズの実質的後継車種ではあるが、韓国国内では2015年5月現在においても、同市場のみでベラクルーズが併売されている。
スタイリングはサンタフェのCピラー以降を延長してスペースユーティリティを高めたものとしつつも、サンタフェの特徴あるスタイリングを損ねることなく、"fluidic sculpture"（流体の彫刻）のデザインアイコンを採り入れている。
プラットフォームは6代目（YF型）ソナタをベースとし、エンジンは仕向け地により3種類の直噴ガソリンエンジン（2.0ターボ・直4、2.4L・直4、3.3L・V6）と2種類の「e-VGT R」と呼ばれる直噴ディーゼルエンジン（2.0L、2.2L）が用意されるが、韓国市場では当初、2.2Lのディーゼルエンジンのみが採用されていたが、2014年にV6・3.3L・GDIガソリンエンジン仕様が追加された。トランスミッションはいずれも6速ATとの組み合わせのみで、サンタフェに用意される6速MTはない。
2018年2月にベースのサンタフェがフルモデルチェンジした後も、製造・販売は続けられていたが、2019年2月、後継車種パリセードの登場により生産終了。そして2020年1月、ヒュンダイのプレミアムブランド、ジェネシスからは事実上の後継車種GV80が登場した。